# George Crum
George Crum, pseudonimo di George Speck (Contea di Saratoga, 15 luglio 1824 – Malta, 22 luglio 1914), è stato un cuoco statunitense.
Ha lavorato come cacciatore, guida e cuoco sui monti Adirondack ed è diventato famoso per le sue abilità culinarie. Durante gli anni cinquanta del XIX secolo, mentre lavorava alla Moon's Lake House, vicino Saratoga Springs, Speck provò a tagliare le patate sottilissime e a lasciarle cadere nel grasso caldo e abbondante della padella. Sebbene le ricette per le patatine fritte siano state pubblicate in diversi libri di cucina decenni prima degli anni cinquanta del XIX secolo, una leggenda locale associa Speck alla creazione delle patatine fritte. Tra le specialità di Speck c'era anche la selvaggina, soprattutto cervo e anatra e sperimentava spesso in cucina.

## Biografia

### Infanzia
Speck è nato il 15 luglio 1824 nella contea di Saratoga nel nord dello stato di New York. Alcune fonti suggeriscono che la famiglia viveva a Ballston Spa o a Malta; altre suggeriscono che provenissero dai monti Adirondack. A seconda della fonte, suo padre Abraham e sua madre Diana sono stati identificati come afroamericani, Oneida, Mohicani e/o Mohawk. Alcune fonti collegano la famiglia con la riserva St. Regis Mohawk Reservation che si trova a cavallo del confine USA/Canada. Speck e sua sorella Catherine Wicks, come altri nativi americani o persone di razza mista dell'epoca, erano descritti come "indiani", "mulatti", "neri" o semplicemente "colorati", a seconda del rapido giudizio dell'addetto al censimento.

### Carriera
Speck ha sviluppato le sue abilità culinarie alla Cary Moon's Lake House sul lago di Saratoga, considerato un ristorante costoso in un momento in cui le famiglie ricche di Manhattan e di altre zone stavano costruendo "campi estivi" nella zona. Speck e sua sorella, Wicks, cucinarono anche al Sans Souci a Ballston Spa. Uno dei clienti abituali di Moon's era il commodoro Cornelius Vanderbilt, che, pur apprezzando il cibo, non riusciva mai a ricordare il nome di Speck. In un'occasione, lo chiamò "Crum". Piuttosto che offendersi, Speck decise di adottare il soprannome.
Nel 1860, Speck ha aperto il suo ristorante, chiamato Crum's, a Storey Hill, nei pressi di Malta. La sua cucina era molto richiesta dai turisti e dalle élite di Saratoga Springs: "I suoi prezzi erano quelli dei ristoranti alla moda di New York, ma il suo cibo e il suo servizio ne valeva la pena. Tutto il possibile era cresciuto nella sua piccola fattoria". Secondo i racconti popolari, metteva un cestino di patatine su ogni tavolo. Una fonte del tempo racconta che nel suo ristorante Speck era senza dubbio il responsabile: "Le norme erano le sue. Erano molto severe e, essendo un nativo, non si è mai allontanato da loro. Gli ospiti erano obbligati ad aspettare il loro turno, sia il milionario che il salariato. Il signor Vanderbilt una volta fu obbligato ad aspettare un'ora e mezza per un pasto. Con nessun altro che ricchi amanti del piacere come suoi ospiti, Speck ha tenuto le sue tavole piene del meglio di tutto, e tutto ciò a prezzi di Delmonico".

### Patatine fritte
Le ricette per fette di patate fritte sono state pubblicate in diversi libri di cucina nel XIX secolo. Nel 1832 una ricetta per i "trucioli" di patate fritti fu inclusa in un libro di cucina degli Stati Uniti tratto da una precedente raccolta inglese. The Cook's Oracle di William Kitchiner nel 1822 includeva anche alcune tecniche per questo piatto. Anche il ricettario di N.K.M. Lee The Cook's Own Book del 1832 ha una ricetta molto simile a quella di Kitchiner.
Il New York Tribune ha pubblicato un articolo su Crum's: The Famous Eating House on Saratoga Lake nel dicembre 1891 ma non menzionava nulla sulle patatine fritte, e nemmeno la biografia commissionata da Crum pubblicata nel 1893 o un necrologio del 1914 su un giornale locale lo faceva. Un altro necrologio afferma: "Si dice che Crum sia stato il vero inventore delle Saratoga chips", ma quando Wicks morì nel 1924 il suo necrologio la identificò come segue: "Una sorella di George Crum, la signora Catherine Wicks, è morta all'età di 102 anni ed era la cuoca alla Moon's Lake House. Ha inventato e fritto per la prima volta le famose Saratoga Chips". Wicks ha ricordato l'invenzione delle Saratoga Chips come un incidente: aveva "tagliato un pezzo di patata che, a causa del più piccolo errore, è caduto nella pentola di grasso. L'ha pescato con una forchetta e l'ha deposto su un piatto accanto a lei sul tavolo". Suo fratello lo assaggiò, lo dichiarò buono e disse: "Ne mangeremo un sacco di questi". In un'intervista del 1932 con il giornale Saratogian, suo nipote, John Gilbert Freeman, afferma che Wicks è la vera inventrice della patatina fritta.
Ad ogni modo, Speck ha contribuito a rendere popolare le patatine fritte, prima come cuoco da Moon's e poi nel suo ristorante. Cary Moon, proprietario della Moon's Lake House, successivamente andò a chiedere il riconoscimento dell'invenzione e iniziò a produrre in serie le patatine, prima servite in coni di carta, poi confezionate in scatole. Divennero molto popolari: "Fu da Moon's che Clio assaggiò per la prima volta le famose Saratoga chips, che si dice abbiano avuto origine lì, e fu lei che per prima scandalizzò la società passeggiando e sgranocchiando le chips in un cono di carta come se fossero caramelle o arachidi. Lei influenzò la moda e ben presto avete visto tutta Saratoga immersa in cornucopie ripiene di patatine dorate e sottili". Ai visitatori di Saratoga Springs è stato consigliato di fare il viaggio di 10 miglia intorno al lago fino a Moon's, anche solo per le patatine: "l'hobby della Lake House sono le patatine fritte, servite in grande stile. Sono vendute in cartocci come i dolciumi".
Una campagna pubblicitaria del 1973 della St. Regis Paper Company, che produceva contenitori per patatine fritte, proponeva una pubblicità su Speck e la sua storia, pubblicata sulle riviste nazionali Fortune e Time. Alla fine degli anni settanta, la variante della storia di Vanderbilt divenne popolare a causa dell'interesse per la sua ricchezza e il suo nome e le prove suggeriscono che la fonte è stata un'agenzia pubblicitaria per la Potato Chip/Snack Food Association. Un articolo del 1983 in Western Folklore identifica le patatine fritte come originarie di Saratoga Springs, mentre critica le varianti delle storie popolari. In tutte le versioni le patatine sono diventate popolari e successivamente conosciute come "Saratoga chips" o "potato crunches".
Il sito web Snopes scrive che il cliente di Crum, se esisteva, era probabilmente un cliente sconosciuto. Vanderbilt era effettivamente un cliente abituale sia al ristorante Crum's a Malta che alla Moon's Lake House ma non ci sono prove che egli abbia avuto un ruolo nel richiedere o pubblicizzare le patatine fritte.